# イライアス・コーリー
イライアス・ジェイムズ “E.J.” コーリー（Elias James “E.J.” Corey、1928年7月12日 - ）は、アメリカ合衆国の有機化学者である。1990年の「有機合成理論および方法論の開発」、特に逆合成解析における功績で、ノーベル化学賞を受賞した。コーリーは数々の合成試薬や方法論を開発し、有機合成の分野の発展に大きく寄与した。

## 経歴
1928年、マサチューセッツ州のマスーアンでキリスト教徒レバノン人移民の家に生まれた。母親は、彼が生まれてから18カ月で死去した父親を称えて、彼の名前を「イライアス」に改名した。彼の母親と兄弟、2人の姉妹、おじとおばは、不況と戦いながら広い家に同居していた。コーリーはカトリック系の小学校とローレンス公立高校に通った。
1945年にマサチューセッツ工科大学に入学し、1948年に化学の学士号、1951年に22歳で化学の博士号を取得した後、すぐにイリノイ大学アーバナ・シャンペーン校の研究員となり、1956年に27歳で正教授となった。1959年にハーバード大学に移り、現在は有機合成講座の名誉教授になっている。また2004年、アメリカ化学会で最も名誉あるプリーストリー賞 (Priestley Medal) を受賞した。
コーリーは50年以上、ファイザーのアドバイザーを務めている。1961年に妻のClaireと結婚し、3人の子供（David, John, Susan）と、2人の孫娘 (Sara, Kate) がいる。現在、コーリーと妻のClaireはマサチューセッツ州ケンブリッジに居住している。
世界各国から留学生を受け入れ、その多くが現在有機化学界を牽引する研究者として活躍している。日本人化学者にもコーリーの薫陶を受けた者は多く、この面での功績も計り知れない。野依良治は2001年のノーベル賞受賞記念講演において、「コーリーがいなければ現代の有機化学は存在しなかっただろう」と彼を賞賛している。

## 主な業績

### 試薬
いくつかの新規な合成試薬を開発している。
- クロロクロム酸ピリジニウム (pyridinium chlorochromate, PCC) - アルコールのアルデヒドへの酸化に広く使われる[4]。
- t-ブチルジメチルシリルエーテル (t-Butyldimethylsilyl ether, TBDMS) - 一般的なアルコールの保護基[5]。
- キラルホウ素触媒による不斉ディールス・アルダー反応[6]およびケトンの還元[7]

### 反応
コーリーの研究室で開発された反応は、現代の有機化学系の研究室では馴染み深いものになっている。1950年からコーリーの研究室では、少くとも302種類の合成法が開発された。いくつもの反応がコーリーの名を冠している。
- コーリー・バクシ・柴田還元 (Corey-Bakshi-Shibata, CBS reduction) - ケトンの不斉還元
- コーリー・フックス反応
- コーリー・キム酸化
- コーリー・ウィンターオレフィン合成 (Corey-Winter olefin syntheis)
- コーリー・チャイコフスキー反応 - 硫黄イリドを用いたケトンからエポキシドへの変換
- コーリー・ハウス・ポスナー・ホワイトサイズ反応
- コーリー・ゼーバッハ反応

### 全合成
コーリーの研究グループは数多くの天然物全合成を完成させている。1950年から、コーリーの研究グループで合成した化合物は少くとも265種類に上る。1969年のプロスタグランジン類の全合成はまさに芸術的であるといわれる。また、全合成で必要なシントンという概念も考えだしている。
その他に有名なものを以下に示す。
- ロンギホレン (longifolene)[12][13]
- ギンコライドA[14], B[15][16] (ginkgolide A, B)
- ラクタシスチン (lactacystin)[17]
- ミロエストロール (miroestrol)[18]
- エクテナサイジン743 (ecteinascidin 743)[19]
- サリノスポラミド A (Salinosporamide A)[20]

2006年には抗インフルエンザ薬のオセルタミビル（タミフル）の短工程での全合成を発表し、「世界のための研究であるから」として特許を取得しなかった。

## 大学院生の自殺
ジェイソン・アルトム (Jason Altom) という名のハーバード大学博士課程の学生は、1998年、青酸カリを飲んで自殺した。彼は、コーリーの研究グループにおいて、2年間で2人目の自殺者だった。彼は遺書の中で、自らの命を絶つ理由の1つに「研究指導教官の罵倒」を挙げていた。アルトムのテーマは非常に複雑な天然物 (Aspidophytine)の合成で、その化合物の合成をやり遂げることに、研究生活が始まる前から非常に重いプレッシャーを感じていた。
アルトムの自殺は、博士課程の学生に与えられるプレッシャー、大学における孤立の問題、そして指導者と学生の間の軋轢（あつれき）の原因を浮き彫りにした。この事件により、多くの大学は、博士課程の学生に主指導教官に加え相談できる副査をつけることを強く主張するようになった。ハーバード大の化学科長になった ジェームズ・アンダーソン (James Anderson) は、「ジェイソンの死を教訓として、この学科が生徒の命を守るために果たすべき役割を検討しなければならない」と宣言した。アンダーソンはまた、学科が費用を持つことにより無料で受けられる、「内密でシームレスなカウンセリング」を用意することを学生に約束した。しかし、2004年現在、このサービスは打ち切られている。
コーリーは彼の遺書について、「理解できない。ジェイソンは激しい思い違いをしていたか、全く理性を失っていたに違いない」と述べている。コーリーはアルトムの能力について疑問を持ったことはない、と明言したという記録も残っている。 また、「ジェイソンの指導にはベストを尽くした。山岳ガイドが山登りする人をガイドするのと同じだ。全てにおいてベストを尽くした。後ろめたいことは何もない。ジェイソンのしたことは全て、我々の協力関係から外れたことだ。すれ違いは少しもなかった」と述べている。

## ウッドワード・ホフマン則
プリーストリー賞を受賞した際、コーリーはロバート・バーンズ・ウッドワードにウッドワード・ホフマン則のヒントを与えたのは自分だ、と主張して物議をかもした。この件については Angewandte Chemie 誌上でロアルド・ホフマンに反駁されている。

## 受賞歴
- 1960年 - ACS純粋化学賞
- 1968年 - アーネスト・ガンサー賞
- 1970年 - センテナリー賞
- 1973年 - ディクソン賞科学部門、ライナス・ポーリング賞
- 1974年 - レムセン賞
- 1976年 - アーサー・C・コープ賞
- 1977年 - ウィリアム・H・ニコルズ賞
- 1978年 - フランクリン・メダル
- 1980年 - ローゼンスティール賞
- 1981年 - 化学パイオニア賞
- 1982年 - パウル・カラー・ゴールドメダル
- 1983年 - テトラヘドロン賞
- 1984年 - ウィラード・ギブズ賞、パラケルスス賞
- 1986年 - ウルフ賞化学部門
- 1989年 - 日本国際賞[26]、アメリカ化学者協会ゴールドメダル
- 1990年 - ノーベル化学賞
- 1993年 - ロジャー・アダムス賞
- 2002年 - 米国科学アカデミー賞化学部門
- 2004年 - プリーストリー賞